# Матсепе-Касабурри, Айви
Айви Флоренс Матсепе-Касабурри (англ. Ivy Matsepe-Casaburri; 18 сентября 1937, Крунстад, Южно-Африканский Союз — 6 апреля 2009, Претория) — южноафриканский политический и государственный деятель. Исполняющая обязанности Президента Южно-Африканской Республики (25 сентября 2008). Премьер-министр провинции Фри-Стейт (с 18 декабря 1996 по 15 июня 1999) и министр связи ЮАР (с июня 1999 по апрель 2009). педагог, доктор философии по социологии.
Первая женщина, занимавшая пост президента Южно-Африканской Республики и первая женщина, ставшая главой государства Южной Африки со времен правления Елизаветы II в качестве королевы Южной Африки.

## Биография
Родилась в семье музыканта и спортсмена, и матери — учителя и социального и общественного работника.
Обучалась в Университете Форт-Хейр в Алисе, Восточная Капская провинция, где получила степень бакалавра искусств. Позже работала преподавателем в провинции Наталь. В возрасте 28 лет уехала в изгнание и вернулась в Южную Африку только через 25 лет. Сначала учительствовала в Свазиленде около десяти лет, жила в Замбии и Намибии, переехала в Соединенные Штаты. Во время своего пребывания в изгнании продолжила своё образование. В США училась в аспирантуре. Работала в Институте ООН по делам Намибии. Получила докторскую степень по социологии в Ратгерском университете.
Работала председателем Южноафриканской радиовещательной корпорации (SABC). Член Африканского национального конгресса.
С 18 декабря 1996 по смерти занимала пост премьер-министра провинции Фри-Стейт.
С июня 1999 по апрель 2009 года — министр связи ЮАР.
25 сентября 2008 года, после отставки Табо Мбеки и до избрания Кгалемы Мотланте, полдня исполняла обязанности президента ЮАР.